# Apate perniciosa
Apate perniciosa là một loài bọ cánh cứng trong họ Bostrichidae. Loài này được Gistel miêu tả khoa học năm 1857.